# 용팔이 (드라마)
《용팔이》는 2015년 8월 5일부터 2015년 10월 1일까지 SBS에서 방영된 드라마 스페셜이다.

## 줄거리
젊지만 실력이 상당한 의사가, 용팔이, 아픈 동생의 수술비와 병원비를 벌기 위해 장소, 상대를 불문하고 수술을 불법으로 집도하여 돈을 벌기 시작한다. 재벌 상속녀의 급작스런 수술일정으로 인해 용팔의 어머니는 최적의 환경에서 수술을 받지못하고 끝내 숨을 멎는 비극으로 치닫게된다. 용팔이가 한신병원에 잠들어 있는 재벌 상속녀 '잠자는 숲속의 미녀'를 만나며 벌어지는 메디컬 드라마.

## 등장 인물
| - 주원 : 김태현 (용팔이) 역 (아역 : 정윤석). 한신병원 일반외과 레지던트 3년차 - 김태희 : 한여진 역 (아역 : 강지우). 한신그룹 제1 상속녀 - 조현재 : 한도준 역. 한신그룹의 회장 - 채정안 : 이채영 역. 도준의 처 - 정웅인 : 이호준 과장 역. 12층 담당과장 - 배해선 : 황현숙 간호사 역. 여진 전담 간호사 - 스테파니 리 : 신씨아 역. 12층 고객담당 팀장 | - 조복래 : 박태용 역 - 의국장 - 차순배 : 신 과장 역 - 일반외과 과장 - 김미경 : 강수민 역 - 외과 수간호사 - 오나라 : 중환자실 수간호사 역 - 박팔영 : 박 병원장 역 - 정석용 : 마취의 역 - 문지인 : 송 간호사 역 - 유준홍 : 레지 1 역 - 임화영 : 레지 2 역 - 김동석 : 김도영 (레지 3) 역 - 김광인 : 이승훈 과장 역 - 권태원 : 보안과장 역 - 한민 : 한 간호사 역 - 신지연: 황간호사 후임. 12층 여진 전담 간호사 |

| - 송경철 : 두철 역. 조폭두목 - 정경호 : 두철 수하 역 - 안세하 : 현만식 역. 사채업자 - 박혜수 : 김소현 역 (아역 : 진서율). 태현의 동생 - 최준용 : 태현 부 역 (특별출연) - 김나운 : 태현 모 역 (특별출연) - 전국환 : 한창주 회장 역 (특별출연) - 남명렬 : 채영 부 역. 한신호텔 사장 - 장광 : 고성훈 사장 역. 한신건설 사장 - 최병모 : 민 실장 역 - 박현숙 : 여 집사 역 - 김호창 : 천재해커 한유진 역 - 유승목 : 이수호 형사 역. 서울 광역수사대 강력계 형사 - 조휘 : 김 형사 역. 서울 광역수사대 강력계 형사 - 고인범 : 최 회장 역 - 최민 : 최성훈 역. 여진의 전 남자친구 | - 임강성 : 차세윤 역 - 배우, VIP환자 - 수현 : 이해인 역 - 유채목 : VIP병실 간호사 역 - 최나무 : VIP병실 간호사 역 - 김익태 : 한신그룹 이사 역 - 정동규 : 최철민 대표 역 - 최인숙 : 도박하는 여자 역 - 오정태 : 도박장 진행자 역 - 정수인 : 형사 역 - 이규섭 : 조폭 역 - 오정원 : VIP 환자의 보호자 역 - 강찬양 : 간호사 역 - 박영수 : 병원 원무과 직원 역 - 주동희 : 구급대원 역 - 유옥주 : 태현 어머니의 지인 역 - 장태민 : 레지던트 역 - 김종호 : 의사 역 - 김상일 : 의사 역 - 이성재 : 호텔 법무팀 직원 역 - 최현수 : 호텔 법무팀 직원 역 - 김희열 : 호텔 법무팀 직원 역 - 천소라 : 간호사 역 - 황주호 : 환자 역 - 김유림 : 간호사 역 - 이창 - 하수호 : VIP병실 경호원 역 - 정호 : 벨보이 역 - 최대성 : 병원 기계실 직원 역 - 정현석 : 병원 기계실 직원 역 - 김정석 : 병원 보안요원 역 - 최홍일 : 형사 과장 역 - 최민 : 대정그룹 비서실장 역 - 박이사야 : 알리 역 - 김경룡 - 민진웅 : 이상철 역 - 소희정 : 수녀 역 - 이성호 : 한신그룹 지방의사 3 역 - 권오성 : 손중기 역 - 민경진 - 최남욱 : 공항 응급센터 의사 역 - 추교진 : 건달 역 - 황주호 - 김용운 : 킬러 역 - 배진웅 : 건달 역 - 박대규 - 정종우 - 장서경 - 김재영 : 신용팔이 역 - 김윤찬 : 이상철의 선배 역 - 성민수 : 넥타이 역 - 김보정 : 김영미 역 - 신수호 |

## 시청률
아래의 파란색 숫자는 '최저 시청률'이고, 빨간색 숫자는 '최고 시청률'입니다. 시청률조사회사와 지역별로 시청률에 차이가 있을 수 있습니다. 
| 2015년      | 2015년      | 2015년         | 2015년       | 2015년         | 2015년       | 2015년 |
| 회차        | 방송일      | TNmS 시청률    | TNmS 시청률  | AGB 시청률     | AGB 시청률   |        |
| 회차        | 방송일      | 대한민국(전국) | 서울(수도권) | 대한민국(전국) | 서울(수도권) |        |
| ----------- | ----------- | -------------- | ------------ | -------------- | ------------ | ------ |
| 제1회       | 8월 5일     | 9.2%           | 11.2%        | 11.6%          | 12.9%        |        |
| 제2회       | 8월 6일     | 11.8%          | 14.9%        | 14.1%          | 16.0%        |        |
| 제3회       | 8월 12일    | 12.5%          | 15.8%        | 14.5%          | 16.3%        |        |
| 제4회       | 8월 13일    | 15.3%          | 18.8%        | 16.3%          | 17.8%        |        |
| 제5회       | 8월 19일    | 16.4%          | 19.4%        | 18.0%          | 20.3%        |        |
| 제6회       | 8월 20일    | 18.1%          | 20.7%        | 20.4%          | 22.2%        |        |
| 제7회       | 8월 26일    | 17.1%          | 21.2%        | 19.2%          | 21.4%        |        |
| 제8회       | 8월 27일    | 18.4%          | 21.9%        | 20.5%          | 22.8%        |        |
| 제9회       | 9월 2일     | 15.7%          | 18.2%        | 17.0%          | 19.1%        |        |
| 제10회      | 9월 3일     | 16.3%          | 19.3%        | 17.4%          | 19.3%        |        |
| 제11회      | 9월 9일     | 15.9%          | 18.4%        | 19.3%          | 21.7%        |        |
| 제12회      | 9월 10일    | 18.2%          | 21.3%        | 19.1%          | 21.0%        |        |
| 제13회      | 9월 16일    | 18.0%          | 21.0%        | 21.5%          | 23.7%        |        |
| 제14회      | 9월 17일    | 19.5%          | 21.8%        | 20.9%          | 22.3%        |        |
| 제15회      | 9월 23일    | 17.8%          | 20.0%        | 20.0%          | 22.3%        |        |
| 제16회      | 9월 24일    | 19.2%          | 21.0%        | 20.2%          | 22.3%        |        |
| 제17회      | 9월 30일    | 16.4%          | 18.2%        | 18.4%          | 20.0%        |        |
| 제18회      | 10월 1일    | 19.6%          | 21.4%        | 20.4%          | 21.6%        |        |
| 평균 시청률 | 평균 시청률 | 16.4%          | 19.1%        | 18.2%          | 20.1%        |        |

## 같이 보기
KBS 수목드라마
- 《어셈블리》 (2015년 7월 15일 ~ 2015년 9월 17일)
- 《장사의 신 - 객주 2015》 (2015년 9월 23일 ~ 2016년 2월 18일)

MBC 수목드라마
- 《밤을 걷는 선비》 (2015년 7월 8일 ~ 2015년 9월 10일)
- 《그녀는 예뻤다》 (2015년 9월 16일 ~ 2015년 11월 11일)

## 참고 사항
- 본 작품의 제목으로 사용된 '용팔이'란, '용한 돌팔이'라는 의미를 가지고 있다.
- SBS 드라마본부는 해당 작품에 앞서 '태양의 후예'를 방영할 예정이었지만,[5] 제작사 변경 등으로[6] 불발됐으며, 결국 KBS 드라마본부 측에서, 글로벌 시장을 겨냥한 사전 제작 드라마이므로, 해외 판권 독점 계약을 위한 사전 심의 기간을 염두에 두고, 본방송 시점을 이듬해인 2016년 2월 24일로 최종 확정되어, KBS(한국방송공사) 창립 43주년을 기념하는 수목 특별기획 드라마로 방영한 바 있다.

## 연장 사유
- 2015년 9월 13일 : 용팔이 방영 분량이 16부작에서 2회 연장되어 18부작으로 확정되었다.

## 수상 경력
- 2015년 코리아드라마어워즈 여자 최우수 연기상 김태희
- 2015년 코리아드라마어워즈 작가상 장혁린
- 2015년 대한민국 한류대상 대중문화대상 드라마 부문상
- 2015년 SBS 연기대상 베스트 커플상, 10대 스타상, 미니시리즈 부문 여자 최우수상 김태희
- 2015년 SBS 연기대상 베스트 커플상, 10대 스타상, 중국네티즌인기상, 대상 주원